# Drapelul Maliului

Proporțiile steagului: 2:3

Drapelul Maliului este un tricolor cu trei dungi verticale egale. Începând dinspre catarg culorile sunt verde, auriu și roșu, culorile pan-africane. Drapelul Maliului este aproape identic cu cel al Guineei, cu excepția faptului că toate culorile sunt în ordine inversă.

## Simbolism
Verdele reprezintă fertilitatea țării, aurul reprezintă puritatea și bogăția minerală, iar roșul simbolizează sângele vărsat pentru independența față de francezi.

## Istorie
Steagul actual a fost adoptat la 1 martie 1961. Steagul original a fost adoptat pe 4 aprilie 1959, când Mali a aderat la Federația Mali. Acest steag era același, cu excepția dungii aurii care avea o figură umană de forma unui băț, un kanaga, desenat cu negru, cu brațele ridicate spre cer. Personajul a fost eliminat din cauza opoziției, într-o țară a cărei populație este 90% musulmană, a fundamentaliștilor islamici (a se vedea Aniconismul în Islam, credința împotriva imaginilor cu figură umană).
1. ↑  „Flag of Mali”. Encyclopedia Britannica.
2. ↑  Guide to the Flags of the World by Mauro Talocci, revised and updated by Whitney Smith (ISBN: 0-688-01141-1), p. 124.